# 梅基尼
梅克涅（法語：Mecquignies，法語發音：[mɛkiɲi]）是法国上法蘭西大區北部省的一个市镇，属于埃尔普河畔阿韦讷区。

## 地理
梅基尼（50°16'33"N, 3°47'51"E）面积4.78 平方千米，位于法国上法蘭西大區北部省，该省份为法国最北部的省份及最长的省份，西北濒北海，西接加来海峡省，南至埃纳省和索姆省，东与比利时接壤。
与梅基尼接壤的市镇（或旧市镇、城区）包括：巴韦、欧迪尼、洛基尼奥勒、奥比。

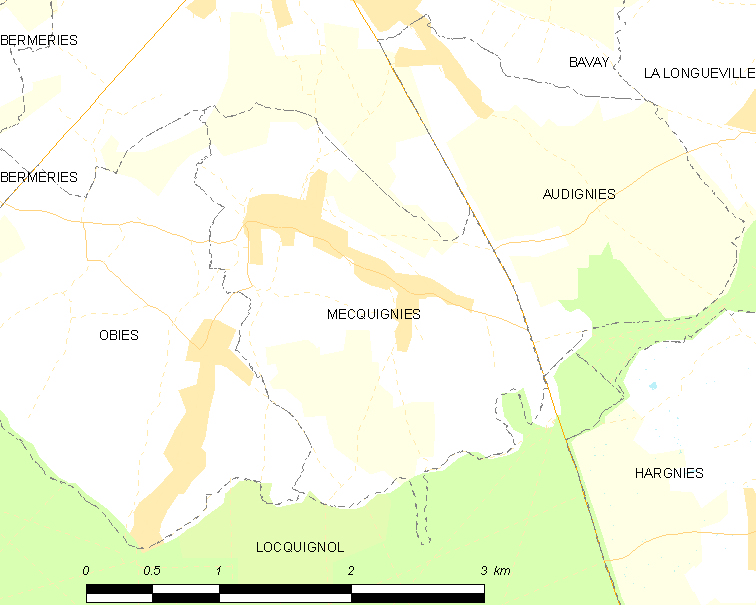
梅基尼的OSM定位图

梅基尼的时区为UTC+01:00、UTC+02:00（夏令时）。

## 行政
梅基尼的邮政编码为59570，INSEE市镇编码为59396。

## 政治
梅基尼所属的省级选区为欧努瓦-艾姆里县。

## 人口

1962-2008年间梅基尼人口变化图示

梅基尼于2022年1月1日时的人口数量为697人。